# Oberea oculata
Oberea oculata là một loài bọ cánh cứng trong họ Cerambycidae.

## Hình ảnh

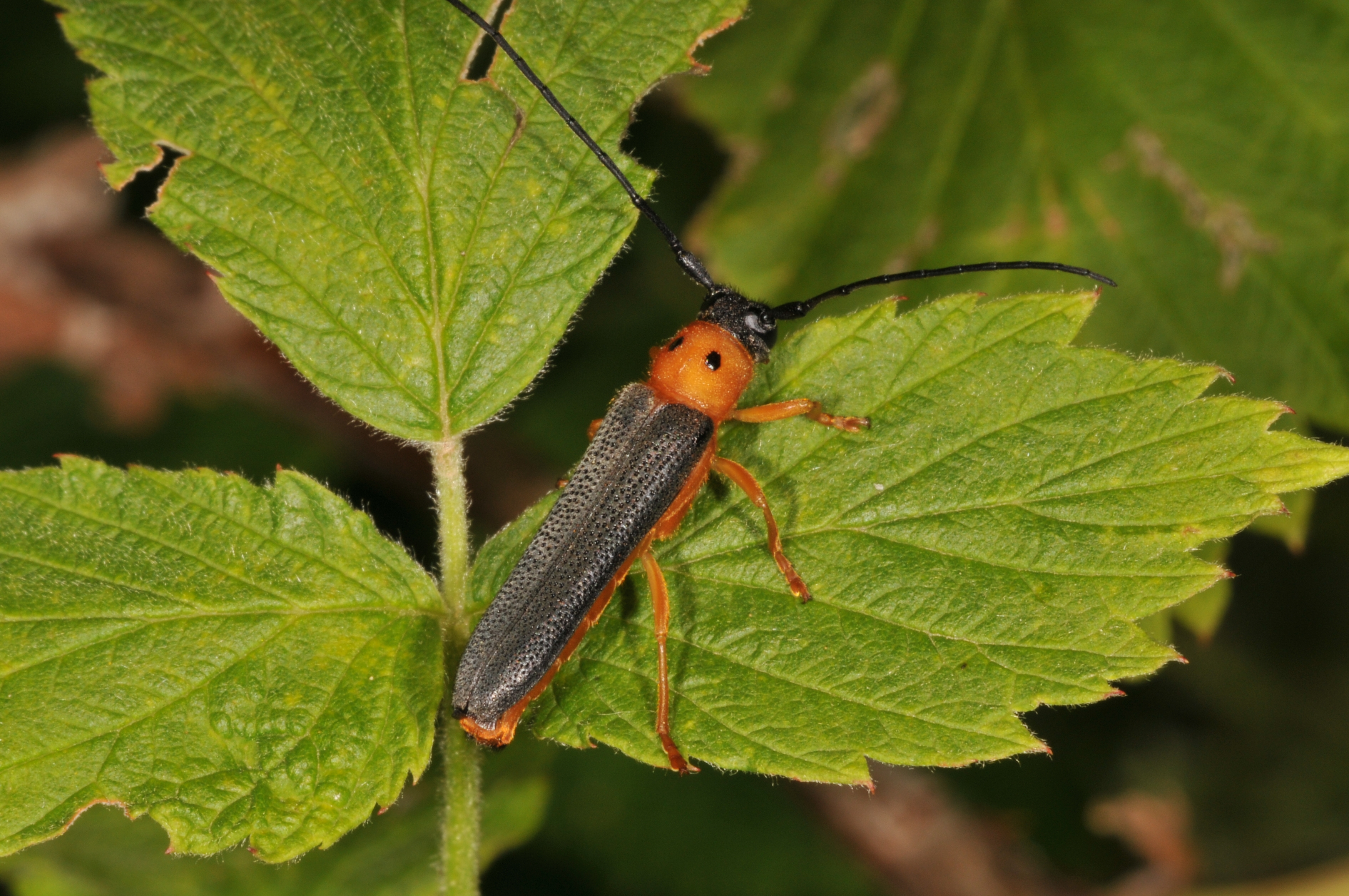
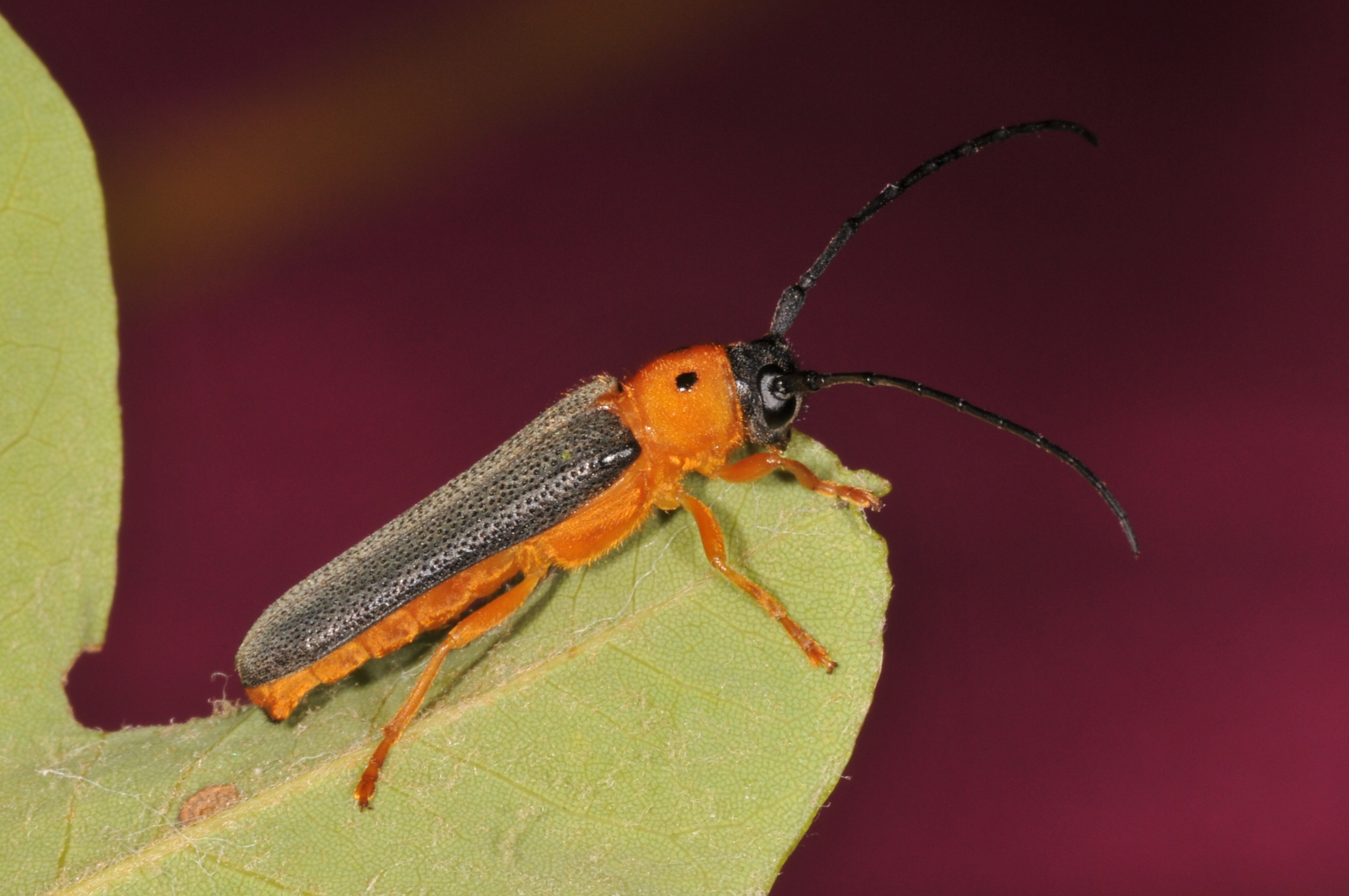
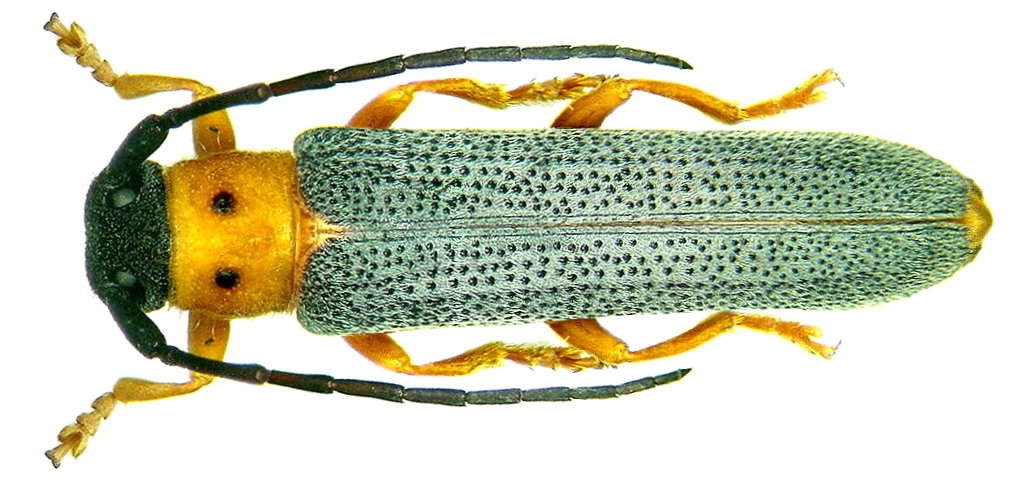
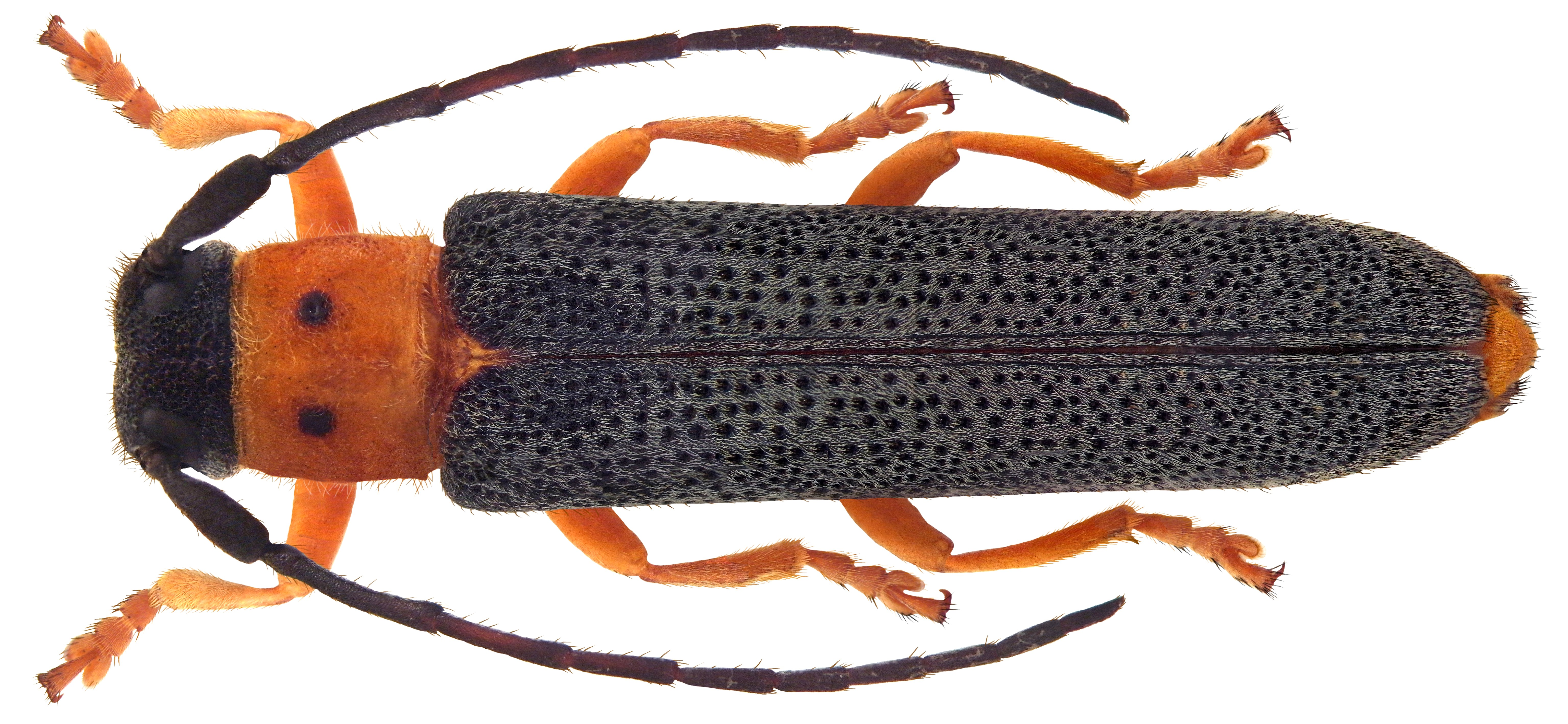